# Історія освоєння мінеральних ресурсів України
Істо́рія осво́єння мінера́льних ресу́рсів Украї́ни

## Загальний нарис

Україна. Підземний храм на соляній шахті "Бранчевська" (збудований у 80-ті роки XIX ст., відновлений у 2001 р.)

Пожежа на свердловині «Ойл-Сіті», м. Борислав, 1908 р. Поштова листівка початку XX ст.

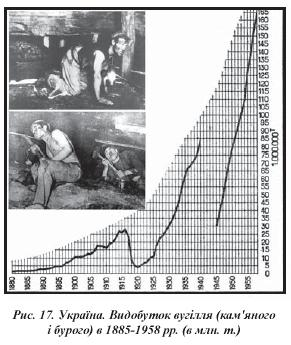

Гірництво, яке започаткувало історію техніки й справило суттєвий вплив на становлення людського суспільства було невід'ємною складовою життєдіяльності племен, що з давніх часів населяли територію України.
Як свідчать археологічні дослідження, пошук і використання кременю, кварциту та інших корисних копалин починається на землях України ще в палеоліті (300–100 тис. років тому). Цим часом датують знахідки кам'яних знарядь в Луці Вублевецькій на Дністрі та в гирлі Сіверського Дінця (Хрящі) і інш. Видобуток кременю й виготовлення кам'яних знарядь належить до епохи пізньої бронзи (кінець II тис. до н. е.). У епоху мезоліту і неоліту нарівні з широким використанням кременевих знарядь застосовували сланець, що піддавався обробці, лавові породи типу граніт-порфіру, андезиту, а також різні сорти пісковику. В цей час з'явилися нові знаряддя праці: сокири, тесла, свердла, а також перші кам'яні і рогові знаряддя для видобутку кременю. Поступово період збирання кременю на поверхні змінюється викопуванням його за допомогою ям і уступів.
В Україні давні копальні з видобутку кременю виявлені в районах сіл Городка, Половлі, Новомлина (на Волині), поблизу селища Буківні (Івано-Франківська область), села Студениці (Вінницька область), міста Ізюма (Харківська область), села Широкого (на межі Харківської та Донецької областей). Розробки й майстерні з виготовлення кам'яних виробів доби неоліту-бронзи відомі також на значній території поблизу нинішнього Кіровограда.
Протягом тисячоліть людина освоювала підземні споруди, шукала в них притулку й безпеки, розміщувала своїх богів, фіксувала на стінах картини світу, який її оточував. Пристосування природних печер до вимог життя, їх збільшення й поєднання між собою, спорудження нових виробок дали початок підземному будівництву й архітектурі в цілому. Серед яскравих пам'яток, що збереглися в Україні, слід зазначити комплекс печер і гротів «Кам'яна могила» поблизу Мелітополя, де зосереджені зразки наскельного живопису часів мезоліту й піктографічне письмо, датоване VI–III тис. до н. е.
Визначними пам'ятниками підземного будівництва є печерні міста Криму, які вражають масштабністю гірничих робіт, оригінальністю інженерних рішень. Традиція будування камер в гірських масивах Криму, яка не переривалася з I тис. до н. е., пов'язана із спорудженням мегалітів, циклопічною кладкою й розробкою величезних кам'яних блоків. На місті давніх споруд в середньовіччі виникли підземні міста, фортеці, монастирі (Чуфут-Кале, Мангуп, Ескі-Кермен, Бакла, Каламіта та інші).
Свідченнями масштабних земляних робіт виступають на Дніпропетровщині, в Запорізькій області велетенські рукотворні кургани — так звані «піраміди степів» датовані IV–ІІ тис. до н. е., довжина яких сягає 200 м, сучасна висота — 10 м і більше.
Вражаючими пам'ятками минувшини є траянові (змійові) вали довжиною до 2 тис. км. І тис. до н. е.. За обсягом ґрунтових робіт ці оборонні споруди антів можуть бути порівняні з Великою Китайською стіною.
Наочним прикладом масштабної розробки кам'яних покладів є Степанівське святилище (Перевальський район Луганщини), де група з чотирьох курганів щільно вкрита штучними плитами з вапняку. Для створення культової споруди було видобуто, транспортовано й укладено близько 100 тис. плит середнім розміром 900×700×200 мм (деякі — значно більші). Споруджували ці кам'яні кургани не пізніше IV тис. до н. е..
Серед найцікавіших археологічних культур світу слід виділити трипільську культуру (IV–III тис. до н. е.), яка була розповсюджена на великій території від південно-східного Прикарпаття до Дніпра. Для виготовлення керамічного посуду «трипільці» (які, очевидно, є однією зі складових в етногенезі сучасних українців) широко використовували глину, видобуток якої набув великих масштабів. Глина і камінь слугували матеріалом для спорудження будинків, кількість яких сягала в окремих поселеннях декількох тисяч, а їх площа — 200–400 гектарів. «Трипільці» розробляли пластові родовища високоякісного кременю у верхів'ях Дністра і на Волині. Археологічні реконструкції показали, що для виїмки покладів кременю, що оголювалися в ярах і балках, проводили горизонтальні виробки, а для видобутку конкрецій — вертикальні виробки у вигляді котлованів або стовбурів шахтного типу. У «трипільців» же з'являються перші на території України мідні вироби й знаряддя праці. Метал для їх виготовлення доставляли ймовірно з гірничо-металургійних центрів Балкано-Карпат та Південно-Західного Причорномор'я.
В часи пізньої бронзи (середина — кінець II тис. до н. е.) розробка мідних руд (переважно халькозинів), поклади яких виходили на поверхню, велася на території сучасного Донбасу. У зоні рудопроявів Бахмутської улоговини виявлені свідоцтва масштабної гірничо-виробничої діяльності населення зрубної археологічної культури. Тут були закладені численні кар'єри і неглибокі шахти для видобутку мідистого пісковику, виробничі споруди для його збагачення і подальшої піро-металургійної переробки (район сіл Червоне озеро, Вискрів, Пилипчатине, Кленовий хутір). Значний інтерес являє комплекс пам'ятників Картамиського археологічного району (поблизу с. Новозванівка Луганської обл.), де на площі 0,4 км² виявлений давній рудник Червоне озеро, що включає три кар'єри, комплекс підземних виробок (штолень) і виробничий майданчик для видобутку та збагачення мідистих пісковиків, поселення давніх гірників. Тут виявлено серію гірничих знарядь з каменя і кістки: молоти, ступки, товкачі, совки, скребачки тощо. Наявність поблизу (Нагольний кряж) легкодоступних мінералів арсенопіриту, ґаленіту, сфалериту та інших давало можливість давньому населенню регіону Сіверського Дінця виплавляти не тільки мідь, але й бронзу.
Залізо почало входити в побут з кінця II тис. до н. е. й імовірно пов'язано з контактами кімерійців з народами Кавказу. Однак масове виготовлення залізних знарядь спостерігається з початку I тис. до н. е. з формуванням тут культури давніх скіфів. Залізо добували з місцевих поширених руд, що легко відновлюються (бурий залізняк, лімоніт, болотне і озерне залізо). Є свідоцтва кар'єрної розробки скіфами гематито-магнетитових руд Криворіжжя. Перед засипкою в горн руда збагачувалася шляхом випалення й промивки. Як флюс для пониження температури відновного процесу в горн додавався вапняк. Паливом слугувало деревне вугілля. Загартування заліза не було відоме у Скіфії. Однак, для надання виробам твердості застосовувалася складніша технологія насичення поверхні вуглецем: керамічні ємності з вкладеними залізними виробами засипали деревним вугіллям, замазували глиною і на тривалий час ставили на сильний вогонь. Один з центрів виробництва заліза існував декілька століть, починаючи з кінця I тис. до н. е. у Закарпатті, в долині р. Ботару (Новий Клинів), а також поблизу Д'якова, Виноградова й інших поселень. На територію Західної України основна кількість металу (олова і бронзи) надходила з Карпатського рудного басейну.
Значний розвиток гірничих технологій спостерігався в зв'язку з виникненням у Північному Причорномор'ї античних міст-держав (VI ст. до н. е. — IV ст. н. е.). Високий рівень будівництва й архітектури призвів до інтенсивного розвитку видобутку будівельного каменя (переважно — вапняку). Розвивалася склоробна справа, для якої кварцовий пісок, соду, вапно розробляли на березі Ягорлицької затоки. У районі Ольвії і Херсонесу з самосадних і солончакових озер вівся масштабний видобуток солі (близько 2000 т на рік). У Пантикапеї і Ольвії формувалися центри металургійного виробництва. Там знайдено залишки залізообробних і ливарних майстерень, а також кузні кольорових металів, імпорт яких вірогідний з Південно-Східного Причорномор'я. Отримує розвиток виготовлення золотих виробів з добавками різних домішок, а також амальґамація бронзових і срібних виробів золотом. Основна маса залізняку, що використовувався в Північному Причорномор'ї була місцевого походження (бурий залізняк і болотна руда). Сиродувне залізо отримували з гематитових пісків, зосереджених у гирлі Дніпра. Поклади мідних руд розроблялися в районі Кривого Рогу, де поблизу балки Велика Дубовка знайдено залишки древніх штолень, плавильних печей, а також бронзові монети Ольвії. Рудними джерелами для ольвійської міді були Врачанське родовище (Болгарія), Банат та Західні гори в Карпатах.
У період розквіту культури Київської Руси-України (Х–XII ст.) великого розвитку досягли залізоробний, ковальський, ливарний, ювелірний промисли та інші ремесла. Широко використовуються як залізні, так і стальні вироби. Залізо отримували в сиродувних горнах, куди під час плавки за допомогою ручних міхів нагнітали непрогріте повітря. Руда — болотний і луговий залізняк, розробка яких (зокрема на Деревлянських землях) велася поверхневим способом за допомогою лопат і кирок. Болотну руду, з вмістом заліза 18-40 %, промивали, сушили, випалювали, подрібнювали й просівали. Паливом служило деревне вугілля. Застосовувалися технології вільного кування, ковальського зварювання, цементації, термічної обробки. Звертає на себе увагу те, що на території сучасної України до сьогодні десятки сіл і містечок мають у своїй назві слово «рудня», що говорить про старовинний промисел місцевих жителів.
Загальний прогрес у всіх сферах господарства і розвиток військової справи зумовили підвищений попит на металічні руди, сіль, земляні фарби, будівельний камінь і інші види мінеральної сировини. За даними В. Гришина сіль видобували в Криму, на Галичині, завозили із Семигородських копалень, кольорові метали частково ввозили із Західної Європи. У Закарпатті з ХІІ ст. відоме й розроблялося Мужіївське родовище золота.
Поряд з іноземними з'явилися власні монети — Великий Князь Володимир Святославович карбував златники та срібники з гербом-тризубом, Ярослав Мудрий — срібні монети. У ХІ ст. головною грошовою одиницею стала срібна гривня (злитки 155, 160, 196 г). Це стало можливим тільки за відповідного розвитку гірничо-металургійної справи.
Однак подальшому розвитку гірничої справи перешкодило монголо-татарське нашестя (XIII–XIV ст.). У другій половині XIV ст. в Україні-Русі відбувалося відродження господарського комплексу (зокрема, гірничий промисел: залізні руди, буре вугілля, будівельні матеріали) в складі Галицько-Волинського Князівства (Королівства), Великого князівства Литовського і подальший розвиток — в Речі Посполитій.
Необхідно підкреслити, що Гетьмани України опікувалися розвитком гірництва. Так, відомо 14 Універсалів Івана Мазепи про виділення українській шляхті, козацькій старшині земель під устаткування рудень, селітряних заводів, ковальських цехів, до нашого часу дійшли окремі Універсали щодо рудень гетьманів Д. Многогрішного, І. Самойловича, Г. Гуляницького, військового підскарбія Р. Ракушки та інших.
З XVI ст. в Дніпровському басейні почався видобуток бурого вугілля відкритим способом. З того часу відомі цілющі властивості мінеральних вод Карпат і Закарпаття.
Перша письмова згадка про випарювання солі з води Торських озер (територія сучасного міста Слов'янськ на Донеччині) з'явилася у 1627 р., хоча, за археологічними розвідками, виварювання солі велось там ще зі стародавніх часів. Сюди з різних міст України й Московського царства (пізніше — Росії) на сезонну роботу їхали солевари, яких влітку збиралося від 5 до 10 тис. чоловік. Подібні роботи вели в XVIII ст. на соляних озерах Бахмута (сьогодні м. Артемівськ). У 1876 р. поблизу с. Брянцівка (нині м. Соледар) урядова свердловина глибиною 292 м перетнула 9 соляних пластів, серед яких був 40-метровий пласт, названий пізніше «Брянцівським». Тут була заснована в 1879 р. перша соляна шахта Донбасу. У 1778 р. почався видобуток солотвинської кам'яної солі (Закарпаття). А місто Дрогобич Львівської області виникло в XI столітті навколо соляних джерел. Ще 1339 року після захоплення земель Галицько-волинського князівства польським королем Казимиром III Дрогобич отримав власний герб, на якому білий орел тримає на грудях щит із дев'ятьма топками солі.
Нафтопрояви в Українських Карпатах місцеве населення спостерігало з давніх-давен, що позначилося на топонімах, які походять від автохтонної назви нафти — ропа: Роп'янка, Ріпне, Ропиця та ін. В Україні нафту вперше почали видобувати на Прикарпатті в XVI — на початку XVII ст. (для порівняння — в Російській імперії промислове видобування нафти розпочато в 60-х роках XIX ст. в районі Баку, Азербайджан). Але ще в XVI ст. м. Дрогобич отримало привілей на освітлення вулиць «скельним олієм». Перша згадка про карпатську нафту зустрічається в літературі 1617 р. На старовинному промислі Слобода Рунгунська її добували в 1711 р. На початку XIX ст. нафтові поклади було відкрито в смузі від Добромиля через Дрогобич до Кут і далі до Румунії. Бориславське нафтогазове родовище почали розробляти в 1854 р. Нафтові ями тут розміщували переважно вздовж р. Тисмениці. У 1865 р. в Бориславі функціонувало близько 5 тис. ям глибиною 35-40 м. Добова продуктивність однієї копанки досягала 130—140 кг. У 1855-65 рр. вартість щорічного видобутку нафти та озокериту в Галичині оцінювалася в 15 млн золотих. У 1865 р. за межі Галичини вивезено 150 т нафти. У 1870 р. видобуток нафти у Бориславі досяг 10,6 тис. т. Тут діяло близько 800 дрібних підприємств, на яких працювало майже 10 тис. робітників. Розширюється нафтовидобуток і на Станіславщині. У 1871 р. в Слободі Рунгурській, що біля Печеніжина, закладено шахту, яка давала нафту. У 1886 р. у Бориславі розпочато буріння свердловин механічним ударним способом. Пробурено перших 9 свердловин з добовим дебітом 4 т. У 1893 р. у Бориславі вперше розпочато буріння свердловин канатним способом. Вже у 1894 р. перші свердловини дали до 150 т нафти на добу. свердловинний спосіб видобутку повністю витісняє колодязний. Глибина свердловин досягає 800 м. і більше. Деякі свердловини дають фонтани до 3 тис. т нафти на добу з глибини понад 1000 м. «Галицька Каліфорнія» — Борислав приваблювала підприємців з усієї Європи і світу. Видобуток нафти зростає. У 1906 р. у Бориславському нафтовому районі було видобуто 562 тис. т нафти, а в 1909 р. — понад 1,9 млн т. Зростає видобуток нафти в районі Стрільбич. У 1881 р. тут діяло всього 10 колодязів, а в 1899 р. — 21 свердловина. Річний видобуток нафти на родовищі зріс від 100 т (1886 р.) до 2300 т (1890 р.). У районі Східниці в 1889 р. було 36 нафтових колодязів, в 1898 р. тут діяло 388 свердловин, які дали 168480 т нафти, а в 1901 р. число свердловин досягло 500. Зростав видобуток нафти і в інших нафтоносних районах Галичини, зокрема на Станіславщині. Біля Космача перші бурові роботи розпочалися в 1899 р. У 1905 р. тут діяло 4 свердловини з яких видобуто 1080 т нафти. На цьому рівні видобуток нафти залишився до Першої світової війни. Нафтовидобутку в районі Пасічної розпочато у 1880 р. У 1891 р. тут діяло 12 свердловин, які давали 690 т нафти, а в 1902 р. — 55 свердловин, і відповідно — 2360 т нафти. Першу свердловину в районі Биткова було закладено в 1897 р., а у 1910 р. тут діяло 18 свердловин з загальним дебітом 21470 т нафти. З 1886 р. почався видобуток нафти біля с. Майдан. Перші бурові роботи в околиці Ріпного розпочалися в 1887 р. У 1892 р. тут діяло 11 свердловин, у 1896 р. — 28 з видобутком нафти 2360 т на рік. Нафтопромисел біля Слободи Рунгурської у 1890 р. дав 240 т нафти, а у 1904 р. — 4890 т. З 1893 р. нафта видобувалася в районі Витвиці, що біля Болехова. У 1908 р. фірма «Холендерський нафтовий синдикат» побудувала унікальну свердловину «Ойл-Сіті» (Бориславське нафтове родовище). 13 червня вона дала нафту з глибини 1016 м. Дебіт свердловини зростав до 3000 т нафти на добу, що було максимальним видобутком на одну свердловину. Якщо в період 1890—1893 рр. у цілому в Галичині видобували понад 90 тис. т нафти, то в 1894 р. — понад 130 тис. т, у 1895 — понад 210 тис. т, у 1896—1900 рр. — 310—330 тис. т, у 1902 р. — понад 570 тис. т, у 1903—1906 рр. — 700—800 тис. т, у 1907 р. — понад 1170 тис. т, у 1909 р. — понад 2 млн т. Після 1919 р. на Прикарпатті створили ряд акціонерних товариств з видобутку й переробки нафти: «Малопольське нафтове товариство», «Польська спілка з реалізації нафти», фірми «Борислав», «Вакуум», «Карпати», «Франко-Полонія» та ін. Господарями цих товариств та фірм були американські, англійські, французькі та німецькі підприємці. Але з часом видобуток нафти зменшується. В Бориславському нафтовому районі у 1913 р. було видобуто понад 1 млн т нафти, а в 1938 р. — тільки 0,5 млн т. Тоді на Галичині діяло близько 40 нафтопромислів, 4100 свердловин. Після 1939 р. промислові підприємства нафтогазоозокеритової галузі були націоналізовані і підпорядковані тресту «Укрнафтовидобуток» (управління в Бориславі). Німецька окупація перервала розвиток нафтогазової промисловості, який відновлюється в 1944 р. В 1950 р. дала нафту перша потужна свердловина в Долині. В 1952 р. тут утворено нафтовидобувне підприємство «Долинанафта». За 1950-55 рр. видобуток нафти в Долинському нафтовому районі зріс у 20 разів. У 1953 р. на основі Битківського нафтопромислу і Надвірнянської нафторозвідки створено Битківську контору буріння, а в 1957 р. нафтовидобувне підприємство «Надвірнафта». Всі підприємства галузі увійшли у об'єднання «Укрнафта». В 1969-72 рр. проведена реорганізація об'єднання «Укрнафта». У середині 60-х років XX ст. видобуток нафти на Прикарпатті досяг максимуму. Подальше зниження видобутку — закономірний процес, пов'язаний з вичерпанням запасів. З 1966 р. застосовуються нові методи заводнення, циклічного витиснення водою нафти з продуктивних пластів. У 1975 р. шляхом надглибокого буріння відкрито Новосхідницьке нафтогазове родовище. свердловина 3-Новосхідниця з глибини 4350 м дала нафту при дебіті понад 300 т за добу. Сумарно на 01.01.2000 р. свердловина видала 730 тис. т нафти і 284 млн. м³. газу. Це найкращий показник видобутку нафти на одну свердловину на Прикарпатті. В жовтні 1992 р. на Прикарпатті видобуто стомільйонну тонну нафти від часу облікування, тобто з 1886 р.
Вперше на території Східної України нафту одержано у 1936 р. в Сумській обл. на Роменській структурі, де при бурінні свердловини на глибинах 200—400 м було виявлено брекчію, просякнуту нафтою, дебіт якої при випробуванні становив близько 2 т/добу. На Роменській структурі за цей період пробурено 52 структурні та 44 розвідувальні й експлуатаційні свердловини, за весь період розвідки і експлуатації — всього 108. Пошуки і розвідка нових родовищ нафти та газу в Україні останніми роками пов'язані з великими глибинами (4-7 км) та роботами в акваторіях Чорного і Азовського морів.
Перші нафтопереробні заводи в Україні виникли на Прикарпатті — у Бориславі, Львові, Дрогобичі, Надвірній. В 1848 р. у Дрогобичі почав працювати завод Шрайнера й Герца з перегонки нафти. Ще в 1853 р. Австрійське цісарське бюро патентів видало винахіднику Іванові Зеху патент на спосіб очищення нафтових дистилятів, а в 1859 р. у Дрогобичі збудовано першу вітчизняну нафтоперегінну установку; в 1863 р. почала працювати нафтоперегінна установка у Болехові; 1866 р. — початок постійної промислової переробки нафти у Дрогобичі (завод Готліба, де працювало 200 робітників). У 1882 р. нафтоперегінний завод побудовано в Печеніжені (500 робітників). Сучасна нафтопереробна промисловість України представлена шістьма нафтопереробними заводами.
З кінця XVIII ст. на територіях сучасних Київської, Чернігівської і Полтавської областей велась розробка родовищ торфу.
В другій половині XVIII ст. відкриті промислові родовища залізної руди в Криворізькому басейні. Академік В. Ф. Зуєв першим описав «залізний шифер», що залягав на берегах р. Інгулець (1781 р.) Системне геологічне дослідження басейна розпочато тільки в 1880 р. С. О. Конткевичем, що сприяло майже одночасній розробці багатих покладів («Акційна спілка криворізьких залізних руд» О. Н. Поля). Великі обсяги видобутку спостерігаються з 1884 р. з закінченням будівництва залізниці між Криворіжжям і Донбасом.

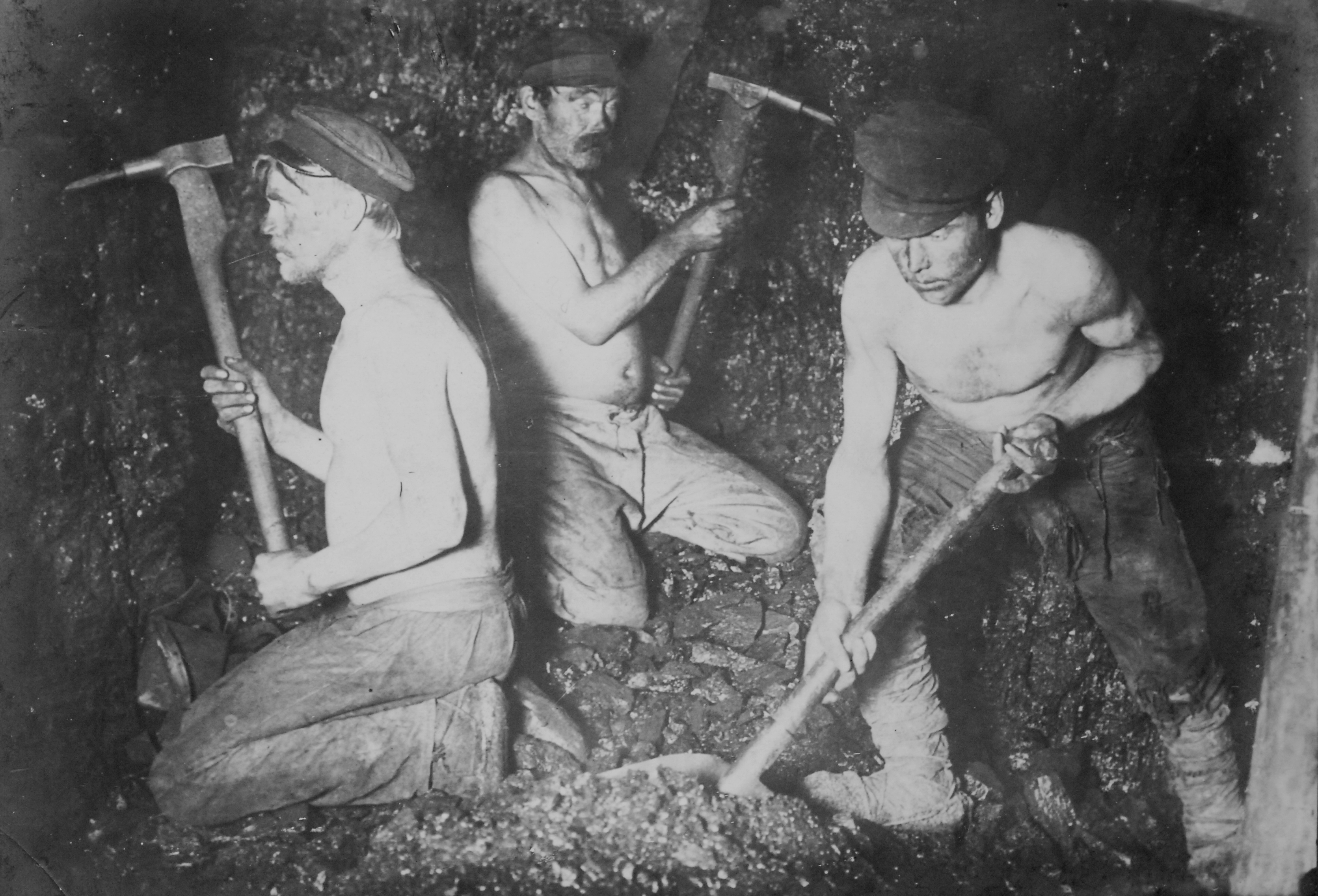
Вибій шахти №8 «Вєтка». Фотографія з музею історії донецького металургійного заводу

Про кам'яне вугілля в Україні знали давно. Є свідчення, одержані на основі археологічних пошуків, про знайомство з викопним вугіллям населення півдня України в Х–ХІ ст. В XVI ст. в Дніпровському басейні починається видобуток бурого вугілля відкритим способом. На Донбасі в кінці XVII ст. місцеві жителі копали кам'яне вугілля і опалювали «горючим каменем» свої печі. Але аж до кінця XVIII ст. видобуток вугілля був дрібним промислом місцевого населення для своїх потреб.
Перші спроби розвідки і промислового використання вугільних родовищ на Донбасі пов'язано з діяльністю радника Київської губернії з використання природних ресурсів Микити Вепрейського та управляючого Бахмутськими соляними промислами і коменданта Бахмутської фортеці Семена Чиркова у 1721 р. На цей час місцеві ліси практично були вирубані і деревина використана для потреб випарювання солі на Бахмутських та Слов'янських соляних промислах, що спонукало до пошуків інших видів палива. Місцеві мешканці, які використовували вугілля в побуті, вказали на місце виходу вугільних пластів на поверхню в районі р. Біленької (с. Городище поблизу Перевальська), а також в балці Скелеватій поблизу р. Лугань. Зібрані зразки кам'яного вугілля і руди були направлені до Берґ-колегії у С.-Петербурґ з метою їх випробування і відповідних аналізів. Для уточнення відомостей щодо віднайденого вугілля з С.-Петербурґа у 1722 р. в Україну були відряджені О. Ніксон та Г. Капустін, які підтвердили наявність кам'яного вугілля. В наступному році під керівництвом М. Вепрейського та С. Чиркова була розпочата промислова розробка вугільних покладів, що виходили на поверхню, але до будівництва шахти справа не дійшла.
Початком індустріального Донбасу слід вважати будівництво Луганського гірничого (ливарного) заводу (1795–1807 рр.), яке започаткувало розробку у 1795 р. вугільних родовищ поблизу Лисичого Байраку (зараз м. Лисичанськ). Створення гірничо-металургійної бази України пов'язане з ім'ям Карла Гаскойна, одного з головних творців англійської промислової революції, великого ентузіаста й провісника гірничої долі Донбасу. На жаль розвідані вздовж Сіверського Дінця та його приток залізні руди виявилися невідповідної якості, а Луганський завод працював на привізній сировині. Це не завадило заводу вести масштабні геологічні пошуки, які виявили величезні багатства донецьких надр.
У 1827 р. гірничий інженер Євграф Ковалевський, який починав інженерну діяльність на Луганському заводі, виконав перше наукове стратиграфічне і геологічне дослідження Донбасу. Його книга «Геогностическое обозрение Донецкаго горнаго кряжа» (1829 р.) стала справжнім відкриттям Донбасу. Саме Є. П. Ковалевському належать назви «Донецький кряж», «Донецький басейн», від чого згодом було утворено скорочення «Донбас». Пізніше вчений вів прогресивну діяльність на посаді міністра народної освіти Російської імперії, всебічно підтримував гірничу науку й освіту. Саме Є. П. Ковалевський сприяв скасуванню цензурної заборони творів Тараса Шевченка (1860 р.), після чого слово «Кобзаря» вільно поширювалось у всій країні.

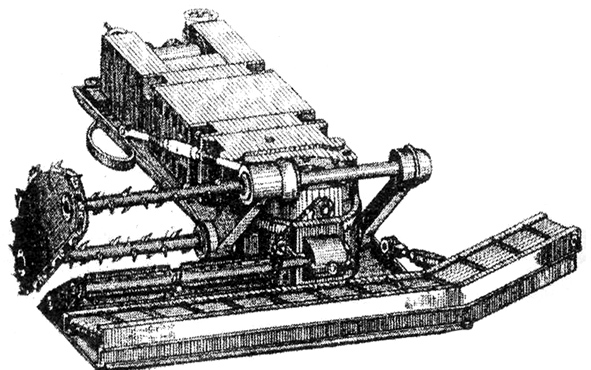
Перший у світі вуглевидобувний комбайн конструкції О.І. Бахмутського

Процес становлення вугільної галузі радикально активізувався після скасування кріпацтва (1861 р.) й масового будівництва залізниць в 70-80 роки XIX ст., а паровий транспорт, в свою чергу, викликав значні потреби у вугіллі. В 1913 р. на Донбасі видобуток вугілля здійснювали вже 1200 шахт (середня потужність 21 тис. т на рік, середня глибина розробки 110 м), які давали близько 25 млн т (всього в Російській імперії було видобуто в 1913 р. приблизно 29 млн т вугілля), механізація видобутку становила 0,5 %.
Окрім вугільної в XIX ст. в Україні стрімко розвиваються інші гірничі галузі. З 1826 р. ведеться видобуток калійних солей в Прикарпатті, з 1836 р. експлуатується Берегівське родовище свинцево-цинкових руд (м. Трускавець). У 1850-і роки почався промисловий видобуток і переробка нафти в Західній Україні. З 1881 р. експлуатується Бориславське родовище.
У 70-х роках XIX ст. відбувається становлення вітчизняної газової промисловості. Перші газові заводи, побудовані в містах Київ, Харків, Одеса. На початку XX ст. у Прикарпатті відкриті газові родовища (Дашавське і інші), промислова експлуатація яких почалася в 1924 р. Нині в Україні Державним балансом враховано 290 родовищ природного газу, більшість з яких — комплексні. Перспективні площі знаходяться у Східній Україні, зокрема на Слобожанщині (яку іноді називають «газовим Клондайком Європи»).
У 1867 р. на Калуському соляному промислі почався видобуток калійних солей. У 1868 р. відновлено видобуток бурого вугілля в Дніпровському басейні, відомому ще з XVI ст.
У 1879 р. відкрите промислове ртутне зруденіння на Донбасі. З 1886 р. розробляються Микитівське ртутне і Нікопольське марганцеве родовища (відкрито у 1883 р.). У 1894–1895 роках почався видобуток залізної руди поблизу Керчі. У другій половині XIX ст. ведеться активне освоєння мінеральних вод і сірчаних джерел в Західній Україні, лікувальних грязей в Криму. У ці ж роки на Сакських соляних промислах побудований завод з виробництва брому з ропи.

## Сторінки історії української гірничої науки
Див. також: Становлення і розвиток гірничої науки в Україні
Починаючи з XVIII століття відбувається становлення гірничої освіти й науки в Україні. В Києво-Могилянській академії вже в 1705–1709 роки вивчалися основи наук про корисні копалини. У книзі ректора Академії Феофана Прокоповича (1681–1736 рр.) «Про досконалі змішані неживі тіла — метали, камені та інші» розглядалися три проблеми щодо корисних копалин: «матерія і форма, діюча причина і місце їх виникнення». Стверджувалося, що «…земля найкраще може бути поділена на три провінції або області: перша з них, найближча нам, є матір'ю і годувальницею рослин; друга, дещо глибша, в ній народжуються копалини, але найбільше метали; третя, ще глибша, там сховище вогню і води». Давалися докладні уявлення про смолу і сірку, нафту, бурштин, глини (гончарну, мергелі, білу глину), солі (викопну, морську, джерельну, аміачну, вірменську й купорос). Чи не вперше було сказано про причини професійних захворювань гірників: «Більшість хвороб, з якими стикаються шахтарі й металурги, походять від сірки й ртуті». Дуже докладно були розглянуті корисні копалини в каменях і гемах (дорогоцінних каменях). Причому опрацьована розгалужена їх класифікація. Виділялися камені пористі і густі, прозорі й темні, геми і перли. Описано десятки найвідоміших мінералів, будівельних, дорогоцінних та напівдорогоцінних, специфічних: пемза, мармур, магніт, сапфір, гіацинт, сардій, ґранат, смарагд, адамант, карбункул, рубін, аметист, опал, топаз, берил, кришталь, яшма та ін.
На початку XIX ст. відкрилася перша в Україні гірничозаводська (штейгерська) школа в Лисичанську.
У 1899 р. в Катеринославі (зараз м. Дніпропетровськ) почало роботу Вище гірниче училище (сьогодні Національний гірничий університет України), яке надалі відіграє роль в справі технічної освіти, гірничої науки й практики. Праці вітчизняних професорів м. М.Протодьяконова, О. М. Тєрпігорєва, Л. Д. Шевякова та інших отримують широке міжнародне визнання, сприяють ефективному освоєнню мінеральних ресурсів України.
Серед здобутків вітчизняного гірництва слід відзначити розроблені на Луганщині та успішно випробувані на шахтах Донбасу (30-і роки XX ст.) перші в світі очисні комбайни (О. І. Бахмутський, В. Г. Яцкіх, Г. І. Роменський). В 1944 р. німецький журнал «Глюкауф» публікував матеріали випробувань трофейних вугільних комбайнів на німецьких шахтах й відзначав значне випередження донбаської техніки відомих світових аналогів. Комплексна механізація праці в очисних вибоях почала бурхливо розвиватися з 1948 р., коли був розроблений новий комбайн «Донбас». Наступним етапом механізації в кінці 1950-х років було створення комплексів на основі гідрофікованого кріплення. Це дозволило звести до мінімуму важкі і небезпечні роботи з кріплення і обвалення покрівлі у комплексно-механізованих лавах.
В Україні вперше в світі випробувана технологія підземної газифікації вугілля — піонерська станція підземної газифікації стала до ладу 1937 р. в Горлівці (Донбас).
На території України у вересні 1979 р. на східному крилі ш. «Юнком» (м. Єнакієве, ВО «Орджонікідзевугілля») на глибині 903 м здійснено унікальний підземний ядерний вибух (об'єкт «Кліваж») потужністю 0,2-0,3 кт тротилового еквівалента. Мета вибуху — зниження напруги в гірському масиві, що в кінцевому рахунку повинно було підвищити безпеку відпрацювання вугільних пластів. До 1979 р. на ш. «Юнком» мала місце максимальна в Центральному Донбасі частота викидів вугілля та породи, що було пов'язано зі станом порід, обумовленими впливом Юнкомівського Північного, Брунвальдського та ін. насувів. Рівень радіоактивності у гірничих виробках і шахтних водах за період спостережень 1979-2000 рр. знаходився на фоновому рівні. Після проведення вибуху відмічено зниження частоти викидів вугілля та породи. В період 1980-85 рр. на горизонті 826 м, розташованому на 77 м вище рівня зарядної камери, відпрацьовані вугільні пласти «Мазур» та «Дев'ятка».
В Україні розташоване єдине в світі місто назване на честь шахтаря — Стаханов (Луганщина). Олексій Стаханов — робітник, зачинатель масового новаторського руху за підвищення продуктивності праці хоч і належав до радянської епохи, але уособлював найкращі шахтарські риси й гірничі традиції Донбасу.

## Сучасний стан
Займаючи площу в 0,4 % від світової суші, Україна має до 5 % загальносвітових запасів корисних копалин. З розвідкою, видобутком, переробкою і використанням мінеральної сировини в кінці XX ст., тією чи іншою мірою, було пов'язано близько 48 % виробничих фондів і 20 % трудових ресурсів. Мінерально-сировинний комплекс забезпечував 23-25 % валового національного продукту.
За даними Геоінформу в сучасній Україні розвідано 20 тис. родовищ та проявів 111 видів корисних копалин. З них 7807 родовищ 94 видів копалин мають промислове значення і враховуються Державним балансом запасів. Найбільше економічне значення сьогодні мають кам'яне вугілля, нафта і газ, залізні і манганові руди, самородна сірка, кам'яна і калійна солі, нерудні будівельні матеріали, мінеральні води. За запасами і видобутком залізних, манганових, титано-цирконієвих руд, багатьох видів неметалічної сировини Україна в кінці XX ст. займала провідне місце серед країн Європи і світу.
Економіка України забезпечена вже розвіданими геологічними запасами на 20-30 років наперед. На початку XXI ст. МСК України об'єднує понад 2000 гірничодобувних і переробних підприємств, має розвинену наукову і технологічну структуру. До промислового освоєння залучено 3349 родовищ, тобто 40-75 % розвіданих запасів різних видів копалин. Тут зосереджено бл. 1/3 всіх виробничих фондів держави і 20 % трудових ресурсів промисловості, щорічно виробляється до 25 % ВНП, який у 2000 р. склав 173 млрд грн. Розвідані запаси майже 8 тис. родовищ вітчизняні спеціалісти оцінюють у 7,5 трлн дол. США, а західні експерти — у понад 11 трлн дол. США. Загальна вартість річної продукції гірничо-видобувного комплексу України у 1990 р., коли було досягнуто найвищого рівня видобутку, становила майже 20 млрд дол. США. В Україні у великих обсягах ведеться видобуток кам'яного вугілля (2 % від світового), залізних (4 %) і марганцевих (10 %) руд, урану, титану, цирконію, ґерманію, графіту (4 %), каоліну (18 %), брому, вохри, нерудної металургійної сировини (кварцити, флюсові вапняки і доломити), хімічної сировини (самородна сірка, кам'яні і калійні сульфатні солі), облицювального каменю (граніти, габро, лабрадорити і ін.), скляного піску. Видобувають буре вугілля, торф, цементну і карбонатну сировину, тугоплавкі і вогнетривкі глини, будівельні матеріали, йод, бром, мінеральні води, дорогоцінні і виробні камені, п'єзокварц і ін. У невеликих обсягах видобувають нікелеві руди, золото, скандій, гафній, бурштин, цеоліти.
Україна може експортувати залізо, марганець, титан, цирконій, графіт, каолін, самородну сірку, бентонітові та вогнетривкі глини, калійну та кухонну сіль, флюсову сировину, декоративно-облицювальні матеріали. Країна імпортує нафту, газ, глинозем, кольорові, рідкісні, рідкісноземельні метали, плавиковий шпат та ін.
Підготовку гірничих інженерів та геологів на початку XXI ст. здійснюють у Національному гірничому університеті (1899 р.), Донецькому національному технічному університеті (1926 р.), Донбаському державному технічному університеті (м. Алчевськ, 1957 р.), Криворізькому технічному університеті (1922 р.), Івано-Франківському університеті нафти і газу (1967 р.) та НУ «Київський політехнічний інститут» (1898 р.). Фахівців з геології, геодезії, геоекології також готують у Львівському (1661 р.), Київському (1834 р.), Харківському (1805 р.), Одеському (1865 р.) та Дніпропетровському (1918 р.) університетах. Геоекологію викладають у Києво-Могилянській академії (1632 р.).